# (15068) Wiegert
(15068) Wiegert (1999 AJ20) – planetoida z grupy pasa głównego asteroid okrążająca Słońce w ciągu 7,98 lat w średniej odległości 3,99 j.a. Odkryta 13 stycznia 1999 roku.